# Gorovje Troodos
Gorovje Troodos (včasih napisano Troödos; grško Τρόοδος [ˈtɾo.oðos]; turško Trodos Dağları) je največje gorovje na Cipru, ki se razprostira približno v središču otoka. Najvišji vrh je Olimp (grško Όλυμπος), znan tudi kot Chionistra (grško Χιονίστρα), s 1952 metri, ki gosti smučarski območji Sončna dolina in Severna stena s petimi vlečnicami.
Gorovje Troodos se razteza čez večji del zahodne strani Cipra. Na gorskih vrhovih je veliko gorskih letovišč, bizantinskih samostanov in cerkva, v dolinah in gorah pa se gnezdijo vasi, ki se držijo terasastih hribov. Območje je že od antike znano po rudnikih, ki so stoletja oskrbovali celotno Sredozemlje z bakrom. V bizantinskem obdobju je postalo središče bizantinske umetnosti, saj so bile cerkve in samostani  zgrajeni v gorah, stran od ogrožene obale. V gorah je tudi RAF Troodos, prisluškovalna točka za NSA in GCHQ.
Ime Troodos verjetno izhaja iz enega od dveh virov: ali τρία + ὁδός (tría + hodós), ki se nanaša na tri ceste, ki vodijo do gore, ali τό + ὄρος + Ἄδος (na + oro + Ados), kar pomeni Adonisove gore.

## Geografija
Gorovje Troodos se razteza na jugozahodu Cipra, med vasema Pomos in Panagia v okrožju Pafos ter vzhodno do Stavrouvounija v okrožju Larnaca.
Poleg Olimpa velja omeniti še naslednje vrhove: Madari (1613 m), Papousta (1554 m), Kionia (1423 m), Tripylos (1362 m) in Kykkos (1318 m).
Vse pomembne reke Cipra izvirajo v teh gorah, vključno z Diarizos, Ezousa, Gialias in Kouris.

## Geologija
Gorovje Troodos je po vsem svetu znano po svoji geologiji in prisotnosti nemotenega ofiolitnega zaporedja, ofiolit Troodos. Te gore so se počasi dvignile iz morja zaradi trka afriške in evropske tektonske plošče, procesa, ki je sčasoma oblikoval otok Ciper. Upočasnitev in skorajšnja ustavitev tega procesa je pustila kamninske formacije skoraj nedotaknjene, medtem ko je kasnejša erozija odkrila komoro magme pod goro, kar je omogočilo ogled nepoškodovanih kamnin in okamenele blazinaste lave, nastale pred milijoni let, kar je odličen primer ofiolitne stratigrafije. Opazovanja troodoškega ofiolita Iana Grahama Gassa in sodelavcev so bila ena ključnih točk, ki so pripeljale do teorije o širjenju morskega dna.

## Podnebje
Za Troodos so značilne močne padavine od 700 do 1000 mm na leto. V zimskih mesecih med januarjem in marcem je območje vrha Olimp pogosto zasneženo.

## Rastlinstvo in živalstvo
Na Troodosu  rastejo endemični zlati hrast (Quercus alnifolia) pa tudi alepski bor (Pinus halepensis), pinija, platana, cedra in črničevje. Na položnih robovih Troodosa so naravno rastlinstvo večinoma nadomestile jablane, hruške, breskve, mandljevci in oreščki ter vinogradi.
V gorah je pester živalski svet z orli, lisicami in zadnjim prosto živečim ciprskim muflonom.

## Vasi in cerkve
V gorovju Troodos so večje in manjše vasi kot so: Agros, Kakopetria, Kaminaria, Louvaras, Moutoullas, Pedoulas, Phini, Trimiklini in Prodromos, najvišja vas na otoku Ciper.
Regija je znana po številnih bizantinskih cerkvah in samostanih, bogato okrašenih s stenskimi poslikavami. Devet cerkva in en samostan na Troodosu skupaj tvorijo območje svetovne dediščine, ki ga je UNESCO leta 1985 najprej vpisal na seznam svetovne dediščine. Deset bizantinskih cerkva je:
- Ayios Nikolaos tis Stegis (Sv. Nikolaj s strehe), Kakopetria;
- Samostan Ayios Ioannis (Sv. Janez) Lambadhistis, Kalopanayiotis;
- Panagia (Devica) Phorviotissa (Asinou), Nikitari;
- Panagia (Devica) tou Arakou, Lagoudhera;
- Panagia (Devica), Moutoullas;
- Archangelos Michael (Nadangel Mihael), Pedhoulas;
- Timios Stavros (Sveti Križ), Pelendria;
- Panagia (Devica) Podhithou, Galata;
- Stavros (Sveti Križ) Ayiasmati, Platanistasa in
- Cerkev Ayia Sotira (Spremenjenje Odrešenika), Palaichori.

Od desetih cerkva jih je devet v okrožju Nikozija in ena, Timios Stavros (Sveti Križ), Pelendria, je v okrožju Limassol.
Tam je tudi več samostanov. Samostan Kykkos je najbogatejši in najbolj znan. Znani so tudi Agios Nikolaos tis Stegis, Chrysorrouiatissia in samostan Trooditissa.

## Zavarovana območja
Gorovje Troodos je del več narodnih in mednarodnih zavarovanih območij. Na nacionalni ravni je bil narodni park Troodos določen leta 1992. Narodni park je registriran tudi kot evropski rezervat za ptice in kot območje FFH in je tako del evropskega omrežja zavarovanih območij Natura 2000. Znotraj gorovja Troodos sta tudi naravna rezervata Chionistra in Dasos Troodous. Območje od gorovja Troodos do jugozahodne obale je prav tako zaščiteno kot »območje izjemne naravne lepote« (grško: Περιοχές Εξαιρετικής Φυσικής Καλλονής).

## Pohodništvo
V narodnem parku so označene štiri pohodne poti za preučevanje narave. Znaki ob poti nudijo razlage o flori, geologiji in ekologiji.
- “Artemis” – krožna pot okoli Chionistre; približno sedem kilometrov, 2,5 ure
- "Atalante" - od pošte v Troodosu do Chrommina; približno devet kilometrov, 3,5 ure
- »Kaledonija« – od Kryos Potamosa do slapov Kaledonia; približno dva kilometra, 1,5 ure
- "Persephone" - v okolici Makrije Kontarke; približno tri kilometre, 1,5 ure

Iz vasi Troodos vodi 15-kilometrska pohodniška pot okoli vrha Olimpa.

## Galerija
- Gorovje Troodos
- Vas Lazanias
- Pinus nigra ali črni bor so stari 3000 let
- Pinus brutia, v vznožju gorovja Troodos
- Potok na Troodosu
- Slap Millomeris, Platres
- Most Milia, Platres
- Del gorovja Troodos
- Pogled na regijo Farmakas